# Harry Magdoff
Harry Magdoff (* 21. August 1913 in Bronx, New York City als Henry Samuel Magdoff; † 1. Januar 2006 in Burlington, Vermont) war ein US-amerikanischer, marxistisch orientierter Ökonom, Autor und Publizist.

## Leben
Magdoff, Sohn russischer Einwanderer, war nach eigenen Angaben Marxist seit dem 15. Lebensjahr. Am City College of New York studierte er Physik und Mathematik. Während seines Studiums wurde er Mitglied des radikalen The Social Problem Club. Für diesen arbeitete er an der Zeitung Frontiers mit. Später wurde Magdoff Mitglied der National Students League sowie der Youth League Against War and Fascism.
Nachdem Magdoff auf Grund seiner politischen Tätigkeiten das City College verlassen musste, wurde er Student an der New York University’s School of Commerce. Dort machte er 1936 seinen Abschluss in Ökonomie. Daran anschließend arbeitete er für die National Commission on Technological Unemployment and Reemployment of the Works Progress Administration. Er wurde einer der einflussreichsten sozialistischen Ökonomen. Während des Zweiten Weltkrieges arbeitete er für das War Production Board.
Während der McCarthy-Ära wurde er auf die schwarze Liste gesetzt und musste an der Wall Street als Analyst und Aktienhändler arbeiten. In den späten 1950er Jahren wurde er Mitarbeiter des Buchverlages Russell and Russell. Dort blieb er bis 1965, als diese Firma verkauft wurde. Im gleichen Jahr verfasste er seinen ersten Artikel für die Monthly Review. Ab 1969 war er mit Paul M. Sweezy Mitherausgeber der sozialistischen Zeitschrift und blieb dies bis zu seinem Tod im Jahr 2006. Zuvor arbeitete er noch einige Jahre an der New School for Social Research als sogenannter adjunct professor.
Sein 1969 erschienenes Buch "The Age of Imperialism: The Economics of U.S. Foreign Policy" (in Deutsch: Das Zeitalter des Imperialismus: Die ökonomischen Hintergründe der US-Außenpolitik) wurde in 15 Sprachen übersetzt.

## Schriften
- The Age of Imperialism (1969)
- Imperialism from the Colonial Age to the Present (1977)
- Imperialism Without Colonies (2003)

Gemeinsam mit Paul Sweezy verfasst:
- The Dynamics of U.S. Capitalism (1970)
- The End of Prosperity (1977)
- The Deepening Crisis of U.S. Capitalism (1980)
- Stagnation and the Financial Explosion (1987)
- The Irreversible Crisis (1988)